# شرکت بتن سعودی
شرکت بتن سعودی (انگلیسی: Saudi Concrete Company) شرکت مصالح ساختمانی عربستانی است، که در سال ۱۹۷۸ تأسیس شد.